# Рудоволоса бестія (фільм)
Рудоволоса бестія (англ. Red-Headed Woman) — американська романтична комедія 1932 року, створена студією Metro-Goldwyn-Mayer, основана на романі Катеріни Браш з такою ж назвою, сценарій створила Аніта Луз, режисер фільму Джек Конвей. Актриса Джин Гарлоу втілила на екрані образ жінки, яка використовує секс для підвищення своєї соціальної позиції.

## Ролі виконують
- Джин Гарлоу — Ліліан 'Ліл' / 'Руда' Ендрюс Леджендр
- Честер Морріс — Вільям 'Білл' / 'Віллі' Леджендр молодший
- Льюїс Стоун — Вільям 'Вілл' Леджендр старший
- Лейла Гайємс — Ірен 'Рен' Леджендр
- Уна Меркел — Селлі
- Генрі Стефенсон — Чарльз Б. 'Чарлі'
- Шарль Буає — Альберт
- Мей Робсон — тітка Джейн
- Гарві Кларк — дядько Фред

## Виробництво
Виробництво фільму було складним з самого початку. Продюсер Ірвінґ Тальберґ був стурбований тим, що оригінальна історія і перший проект сценарію Френсіса Скотта Фіцджеральда занадто серйозні, і запропонував переписати його Аніті Луз, він попросив її зробити сценарій більш веселим і грайливим, з більшим наголосом на комедію.
Перед Гарлоу, MGM хотіла залучити у проект Клару Боу, яка погодилася зіграти головну роль, але заперечували проти «майбутніх послуг» для студії.
До виходу в прокат Тальберґ, заздалегідь, працював з Конторою Віла Гейза для впевненості в тому, що фільм отримає дозвіл на широкий прокат. Адже Кіновиробничий кодекс вимагав, що злочинець не повинен отримувати користь від злочину чи залишатись безкарним, гріх має бути покараний. До цього додавалися ще й відверто сексуальне зображення Гарлоу з кількома сценами, в яких вона була частково роздягнута, або чинила очевидне сексуальне домагання.
Тальберґ погодився на сімнадцять скорочень, щоб фільм міг вийти на екранах у США. Однак після випуску, він все одно отримав велику кількість скарг від ображених покровителів кіно. Оригінальна театральна версія була заборонена для показу у кінотеатрах Великої Британії, він ніколи не демонструвався повторно аж до 1965 року. Фурор довкола його випуску викликав значний розголос і фільм отримав касовий успіх.